# Órgano de la Iglesia de Santa María de Ciudadela

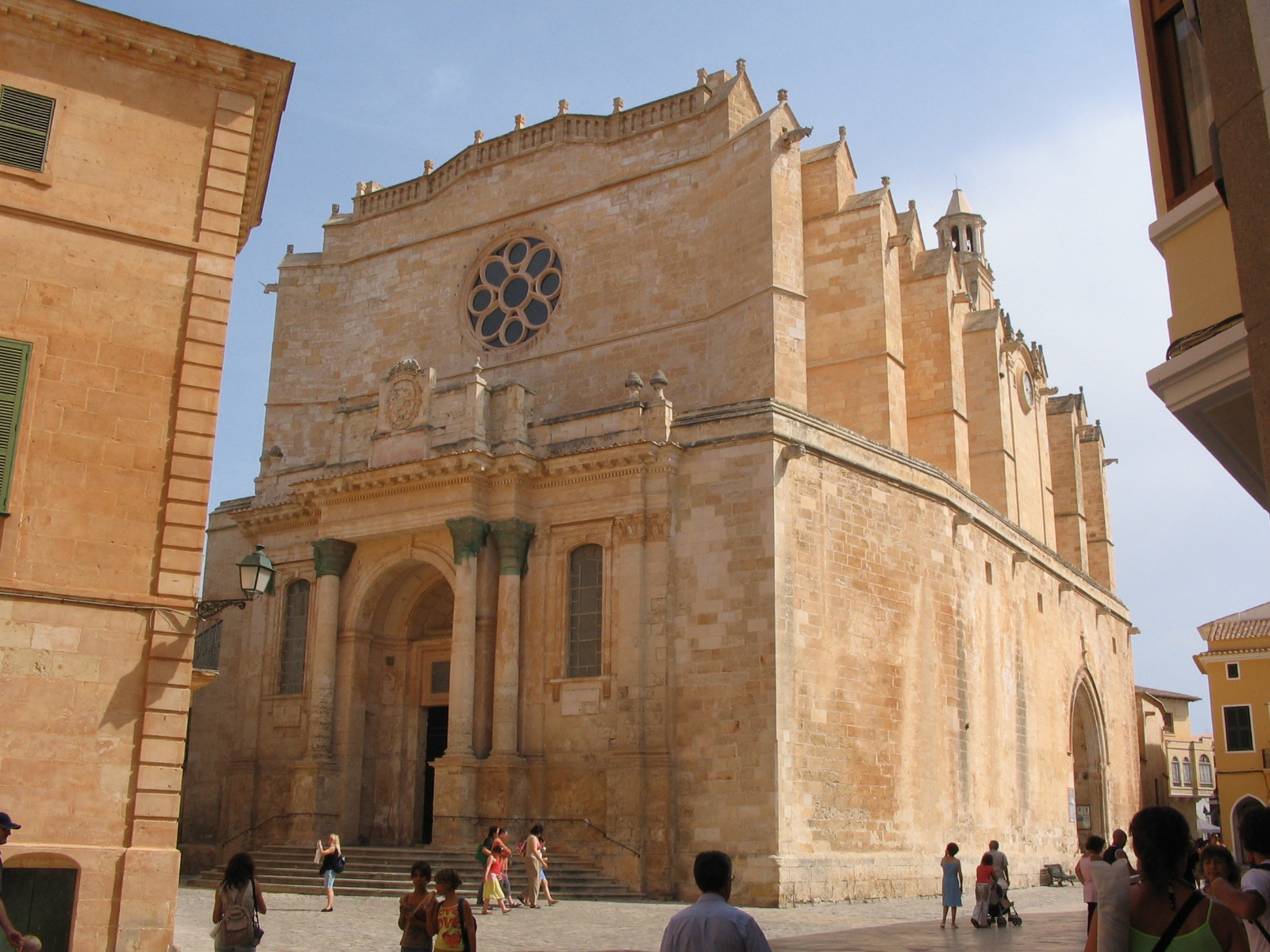
Catedral de Santa María de Ciudadela

El órgano de la Iglesia de Santa María de Ciudadela se encuentra en la Catedral de Santa María, en el centro y punto más alto de la localidad española de Ciudadela. La iglesia, de estilo gótico y constituida catedral en 1795, fue construida por orden del rey Alfonso III tras la conquista de Menorca en 1287.
El órgano de Santa María de Ciudadela fue construido por el organero catalán Josep Casas i Soler y fue inaugurado en 1797. La caja, fue decorada y esculpida por el artista Anton Schranz, un maestro artesano alemán residente en la isla.

## Josep Casas i Soler
Hijo del organero Antoni Casas i Espada y Francesca Soler, Josep Casas i Soler nació en Reus, Tarragona, el mes de diciembre de 1743. Casas aprendió el oficio de su padre y seguramente participó con él en diversos trabajos, hasta que actuó por sí mismo. El 6 de marzo de 1763, se casó con la hija de Catalina Claveria, su madrastra. Por lo tanto, el matrimonio fue doble ya que padre e hijo se casaron con madre e hija. Aproximadamente en 1783 se casó con María Gómez de la Fuente, emparentada con gente de la corte, de la que enviudà en 1789.
Sus trabajos más importantes fueron en Lérida, Borjas Blancas (1801), Tortosa, Tarragona, Bellpuig (1790), Bráfim (1791) y Ciudadela (1798).
El hecho de ser nombrado maestro de los órganos del monasterio del Escorial le supuso un prestigio que ningún organero catalán disfrutó en la época.

## Primer proyecto: Construcción del órgano
A finales del siglo XVIII, el jurado de la Universidad de Ciudadela, al enterarse de la buena labor realizada en la Esglèsia dels Socorros de Ciudadela, se pusieron en contacto con la comunidad de sacerdotes de la parroquia, haciéndoles ver la necesidad de sustituir el órgano viejo, que ya no se podía tocar. Su intención era la de aprovechar los informes favorables sobre el instrumento recién construido, mientras esperaban la conversión de la Iglesia Parroquial de Ciudadela en futura Catedral de Menorca. Los jurados habían aprobado un crédito de 2000 libras para la reconstrucción del órgano viejo y creían que si el estamento eclesiástico aportaba más, la considerable cantidad resultante podría ser destinada a la construcción de un nuevo órgano, encomendando este trabajo al maestro Josep Casas y Soler. 
No fue fácil convencer a los párrocos, pero finalmente se llegó a un acuerdo, y el 27 de abril de 1796 se firmó el contrato entre el jurado de la Universidad de Ciudadela (Marc Carreras, Agustín Carreras, Diego Morro y Joan Vivo) y el organero José Casas y Soler, asistido por su ecónomo, Ramón Carrió. Según el contrato, Casas tenía que construir un nuevo órgano para la Catedral de Santa María de Ciudadela empleando el máximo del material servible del órgano viejo. Se ajustará el contrato y el organero inició su trabajo ese mismo año, concluyendo la abre 1797.

## Segundo proyecto: restauración y ampliación
El órgano construido no llenó las expectativas que habían puesto en él. Esto puede ser por el hecho de haberlo construido con la misma disposición que el antiguo órgano y haber empleado parte del material de aquel. Por esta razón, al cabo de unos pocos años, diez años después de su inauguración, uno de sus elementos esenciales, las Fuelles, estaban fuera de uso. Inmediatamente, el Obispo Juano, en la Vista Pastoral de 1807 ordena: 
"Que a la mayor brevedad se Hagan fuelles Nuevos proporcionales para el órgano de esta Sta. Iglesia Cath. Y Parroq., En atención a hallarse los que Tiene casi inservibles y notarse miedo lo mismo considerables faltas en el culto divino"
Y por eso, la parroquia, al enterarse de la presencia de un organero célebre suizo en Menorca, Johann Kyburz (constructor del órgano de Santa María a ladrillo), se pusieron en contacto con él. Kyburz ampliará y modificará adecuadamente el instrumento.

## Tercer proyecto: reconstrucción
La destrucción sufrida por las iglesias menorquinas en 1936, recién iniciada la guerra civil, dejó el instrumento totalmente destruido. En 1986 se puso en marcha un proceso de restauración integral, exterior e interior.
La reconstrucción del órgano la llevó a cabo el maestro organero Gabriel Blancafort y París en 1993. El órgano actualmente está situado sobre el Portal del Reloj.